# Hardanger og Voss prosteri

Prosterier i Bjørgvins stift. Det gröna området på kartan är Hardanger og Voss prosteri.

Hardanger og Voss prosteri (norska: Hardanger og Voss prosti) är ett kontrakt (prosteri, norska: prosti) i Bjørgvins stift inom Norska kyrkan. Kontraktet omfattar kommunerna Eidfjord, Kvam, Samnanger, Ullensvang, Ulvik, Vaksdal och Voss i Vestland fylke i västra Norge.
Namnet kommer från landskapen Hardanger och Voss, som tillsammans omfattar större delen av kontraktets område. Samnangers kommun räknas dock vanligtvis till landskapet Midthordland medan Vaksdals kommun vanligtvis räknas till landskapet Nordhordland.

## Socknar
Hardanger og Voss prosteri består av 27 socknar (norska: sokn eller sogn) inom sju kyrkliga samfälligheter (norska: kirkelige fellesråd), motsvarande kommunerna:

### Eidfjords kyrkliga samfällighet
- Eidfjords socken

### Kvams kyrkliga samfällighet
- Strandebarms socken
- Vikøy socken
- Ålviks socken
- Øystese socken

### Samnangers kyrkliga samfällighet
- Samnangers socken

### Ullensvangs kyrkliga samfällighet
- Jondals socken
- Kinsarviks socken
- Odda socken
- Røldals socken
- Skare socken
- Tyssedals socken
- Ullensvangs socken
- Utne socken

### Ulviks kyrkliga samfällighet
- Ulviks socken

### Vaksdals kyrkliga samfällighet
- Bergsdalens socken
- Dale socken
- Erdals socken
- Nesheims socken
- Stamnes socken
- Vaksdals socken

### Voss kyrkliga samfällighet
- Evangers socken
- Granvins socken
- Oppheims socken
- Raundalens socken
- Vinje socken
- Voss socken